# Рубцов, Всеволод Константинович
Всеволод Константинович Рубцо́в (1906 год — 10 декабря 1965 года) — советский конструктор автомобилей, вооружения и военной техники, начальник конструкторского бюро серийных автомобилей Горьковского автомобильного завода (ГАЗ).

## Биография
Всеволод Константинович родился в 1906 году в селе Сормово, ныне Сормовский район города Нижний Новгород, в семье рабочих. В 1934 году окончил Ленинградский политехнический институт по специальности «инженер-механик». Работал на ГАЗ (года):
- ведущий конструктор конструкторско-экспериментального отдела (1933 — 1953);
- начальник сектора конструкторского бюро (1953 — 1955);
- ведущий конструктор конструкторско-экспериментального отдела (1955 — 1956);
- ведущий конструктор конструкторского бюро серийных автомобилей (1956 — 1961);
- начальник конструкторского бюро серийных автомобилей (1961 — 1965);
- ОКБ спецмашин ГАЗ имени В. М. Молотова.

Конструктор гусеничного движителя модернизированного вездехода (полугусеничный грузовик) ГАЗ-60 (запущен в производство в 1939 году), на основе модели ГАЗ-АА. Основу гусеничного движителя составляла резиновая гусеница, а передача к переднему и заднему ведущим каткам каждого борта вездехода осуществлялась от заднего ведущего моста двумя цепями. В начале 1938 года последние опытные образцы ГАЗ-60, пройдя все испытания согласно приказу Наркома машиностроения Союза ССР № 12, от 15 января 1938 года, приняли к серийному производству. ГАЗ-60 выпускался в течение недолгого времени, и в 1943 году выпуск на ГАЗ прекратили, всего было сделано 2 015 таких вездеходов.
Автор опытного образца гусеничного снегохода ГАЗ-СХ Рубцова (1945 год), Всеволод Константинович, на основе накопленного опыта по снегоходу ГАЗ-СХ Строева (с движителем Неждановского), разработал на базе автомобиля ГАЗ-ММ новый полугусеничный автомобиль, который получил обозначение ГАЗ-СХ Рубцова. Снегоход Рубцова получил новый гусеничный движитель с принудительным зацеплением резиновой гусеницы, у которого ведущая звездочка гусеницы находилась сверху, что позволило производить монтаж и демонтаж съемного движителя и сохранило штатный задний мост и его подвеску. Но ГАЗ-СХ Рубцова не показал принципиальных улучшений по сравнению с предыдущей разработкой Строева (за исключением компактного и быстросъемного движителя), и дальнейшего своего развития не получил. Хотя в дальнейшем принцип движителя Рубцова был использован при разработке полугусеничных автомобилей на базе ГАЗ-51, в 1953 — 1954 годах.
Ведущий конструктор первого серийного горьковского бронетранспортёра (БТР) ГАЗ-40, получившего войсковое обозначение БТР-40 (1948 — 1950 годы), в основу БТР положили здравую идею, что броневому автомобилю не нужна рамная конструкция, так как его грамотно спроектированный корпус может нести основу несущего силового элемента всей боевой машины (БМ). На выходе у В. К. Рубцова и его коллег получился компактный манёвренный двухосный БТР, обладавший максимальной для такой БМ проходимостью.
Руководитель проекта ГАЗ-40П (БРДМ) (1955 — 1956 годы). По сравнению со своим предшественником ГАЗ-40, ГАЗ-40П (БРДМ) имел повышенную проходимость за счёт применения шасси с двумя дополнительными парами опускаемых колёс и амфибийной способности, а также больший запас хода.
Разработчик первого в мире 8-колёсного бронетранспортёра ГАЗ-49 (БТР-60) (1956—1959 годы) — заместитель главного конструктора по теме, ведущий конструктор машины, исполнитель общей компоновки и участник разработки отдельных узлов.
Всеволод Константинович жил, работал, умер 10 декабря 1965 года и похоронен в городе Горький.

## Награды и премии (дата)
- медали, в том числе «За трудовое отличие» (29.12.1941).
- Сталинская премия[1] третьей степени (1951 год) — за работу в области военной техники (БТР-40).